# Sistema de las Cinco Montañas

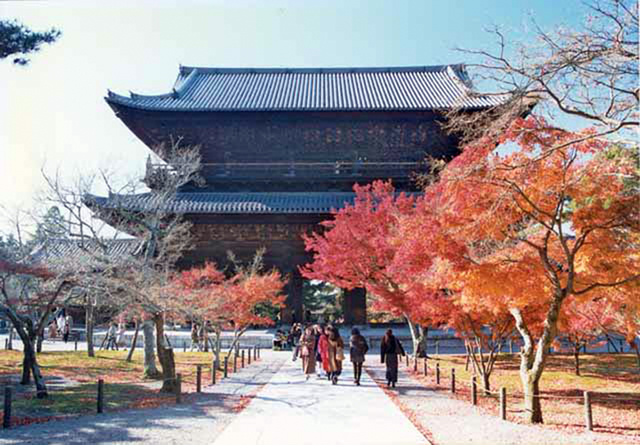
Nanzen-ji en Kioto supervisó todo el Sistema de las Cinco Montañas en Japón.

El Sistema de las Cinco Montañas y los Diez Monasterios  (五山十刹制度 en chino: Wushan Shicha, en japonés: Gozan Jissetsu Seido, Gozan?), o más comúnmente llamado simplemente el Sistema de las Cinco Montañas, fue una red de templos budistas Chán (Zen), patrocinados por el estado que fue creada en China durante la dinastía Song del Sur (1127–1279). El término "montaña" en este contexto significa templo o monasterio, y fue adoptado porque muchos monasterios se construyeron en montañas aisladas. El sistema se originó en la India y más tarde se adoptó también en Japón durante el período Kamakura tardío (1185–1333).
En Japón, los diez templos existentes de los de las 'Cinco Montañas', cinco en Kioto y cinco en Kamakura (Kanagawa), estaban protegidos y controlados por el shogunato. Con el tiempo, se convirtieron en una especie de burocracia gubernamental que ayudó al shogunato Ashikaga a estabilizar el país durante el turbulento período Nanboku-chō. Por debajo de los diez templos de Gozan había diez templos llamados Jissetsu (十刹?), seguidos de otra red llamada Shozan (諸山 literalmente, "muchos templos"?).
Los términos Gozan y Sistema de las Cinco Montañas se utilizan para los diez templos comentados anteriormente como para la red del Sistema de las Cinco Montañas en general, incluyendo Jissetsu y Shozan. Además, en Kamakura existía un 'Sistema de las Cinco Montañas' paralelo de conventos de monjas llamado Amagozan (尼五山?), de los cuales el famoso Tōkei-ji es el único sobreviviente.

## El sistema en China
Con la dinastía Song, el Chan (Zen japonés) era la forma dominante de monasticismo además de tener un apoyo imperial considerable. Esto obligó a asumir ciertas características y desarrollar una red de oficios y rituales monásticos deseados por el estado. Alrededor del siglo XII, esta tendencia a la riqueza monástica y al patrocinio imperial se hizo aún más pronunciada con la creación por orden directa imperial en el sur de China del "Sistema de las Cinco Montañas y los Diez Monasterios" durante la última dinastía Song (1127–1279). Fue un sistema de templos y monasterios patrocinados por el estado y construidos para dar culto a los dioses por la dinastía imperante y el estado, que estaba amenazad por enemigos del norte de China. El sistema tenía cinco primeros templos famosos y diez más pequeños inmediatamente debajo. Los funcionarios eligieron los cinco templos del nivel superior y el sacerdote principal que debía gobernarlos.
El sistema fue diseñado específicamente para burocratizar y controlar el poder de los templos Chan, un poder que había crecido con los años y preocupaba al gobierno central. La consiguiente sumisión de la red Chan al poder imperial y a sus objetivos es evidente en los códigos posteriores, particularmente en el Qinggui de Baizhang compilado en 1336. Debido a que los mongoles conquistadores habían apoyado financieramente a Chan, el código enfatiza las oraciones por el emperador y los antepasados monásticos. El emperador incluso es descrito como un nirmanakaya o Buda encarnado. La compleja burocracia monástica descrita por el código refleja claramente la administración imperial con sus rangos oriental y occidental. El código ha estado en uso continuo desde entonces, y no solo con el budismo Chan.

## El sistema en Japón

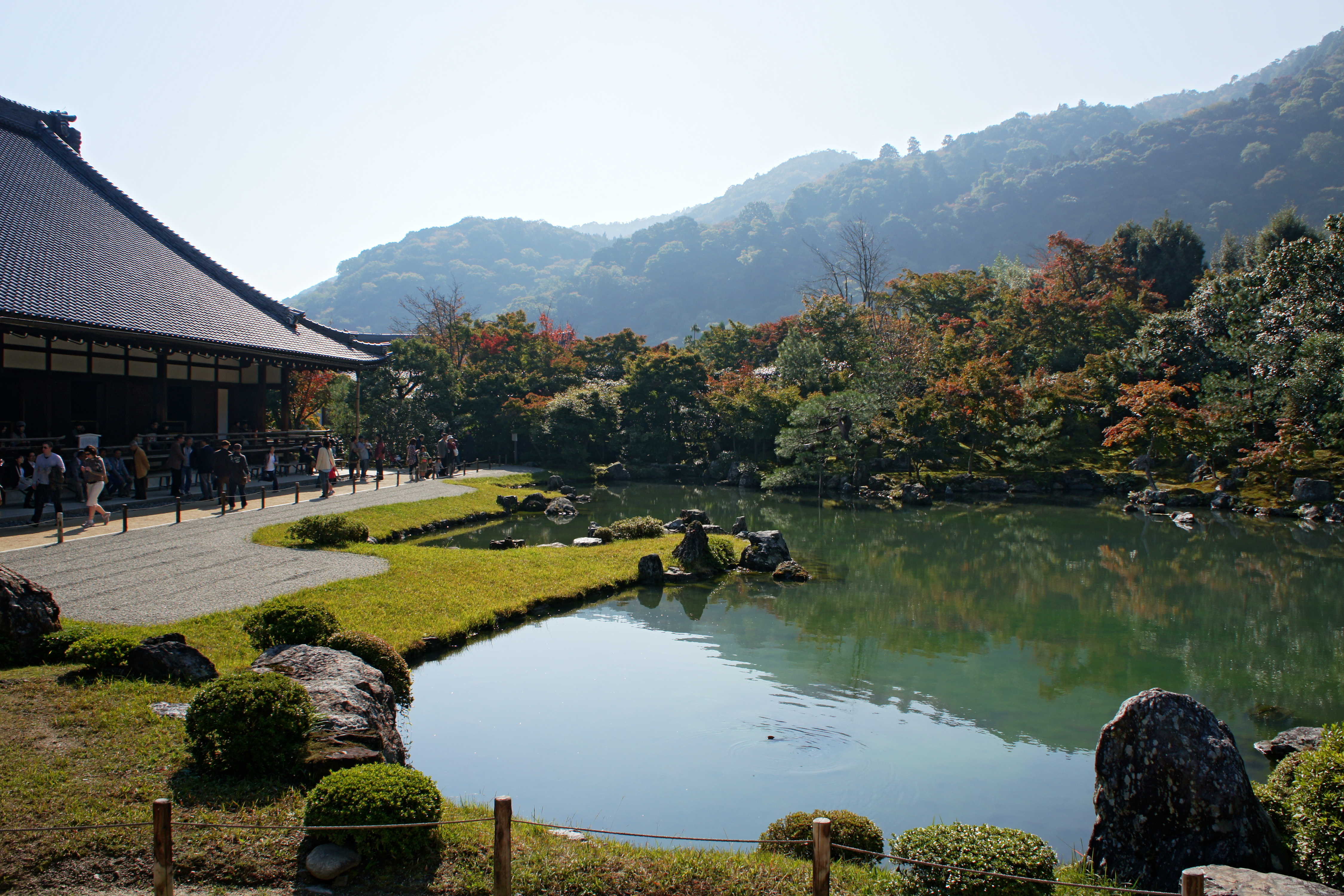
Jardín zen que Musō Soseki diseñó en Tenryū-ji, cabeza del Gozan de Kioto.

Introducido en Japón durante la regencia Hōjō, después de una hostilidad inicial de las sectas budistas más antiguas y establecidas, prosperó gracias al apoyo de los gobernantes militares del país, en Kamakura primero y en Kioto más tarde. En la versión final del sistema, las Cinco Montañas de Kamakura fueron, desde el primer lugar hasta el último, Kenchō-ji, Engaku-ji, Jufuku-ji, Jōchi-ji y Jōmyō-ji. Las Cinco Montañas de Kioto, creadas posteriormente por el shogunato Ashikaga después del colapso del régimen de Kamakura, fueron Tenryū-ji, Shōkoku-ji, Kennin-ji, Tōfuku-ji y Manju-ji. Por encima de todos ellos estaba el enorme templo de Nanzen-ji. Debajo del nivel superior había una red capilar a nivel nacional de templos más pequeños que permitía que su influencia se sintiera en todas partes.

### Función
El sistema fue adoptado para promover el Zen en Japón. Sin embargo, en Japón, como ya había ocurrido en China, fue controlado y utilizado por la clase dirigente del país para sus propios fines administrativos y políticos. El sistema Gozan permitió que los templos superiores funcionaran como ministerios de facto, utilizando su red nacional de templos para la distribución de leyes y normas gubernamentales, y para la vigilancia de las condiciones locales para cumplir los objetivos de sus superiores militares. Los Hōjō primero, y los Ashikaga más tarde pudieron disfrazar su poder bajo una máscara religiosa, mientras que los monjes y sacerdotes trabajaban para el gobierno como traductores, diplomáticos y asesores. Para la secta Rinzai, la colaboración con el shogunato trajo riqueza, influencia y poder político.

### Sistema de clasificación primitivo
La primera formulación explícita de un claro sistema de clasificación de Gozan data del año 1341. 
| Primer rango            | Kenchō-ji, Kamakura |
| Primer rango            | Nanzen-ji, Kioto    |
| Segundo rango           | Engaku-ji, Kamakura |
| Segundo rango           | Tenryū-ji, Kioto    |
| Tercer rango            | Jufuku-ji, Kamakura |
| Cuarto rango            | Kennin-ji, Kioto    |
| Quinto rango            | Tōfuku-ji, Kioto    |
| Subtemplo (o jun-gozan) | Jōchi-ji, Kamakura  |

El sistema se modificó de nuevo muchas veces según las preferencias del gobierno y de la Casa Imperial reinante.

### Forma final del sistemaGozan

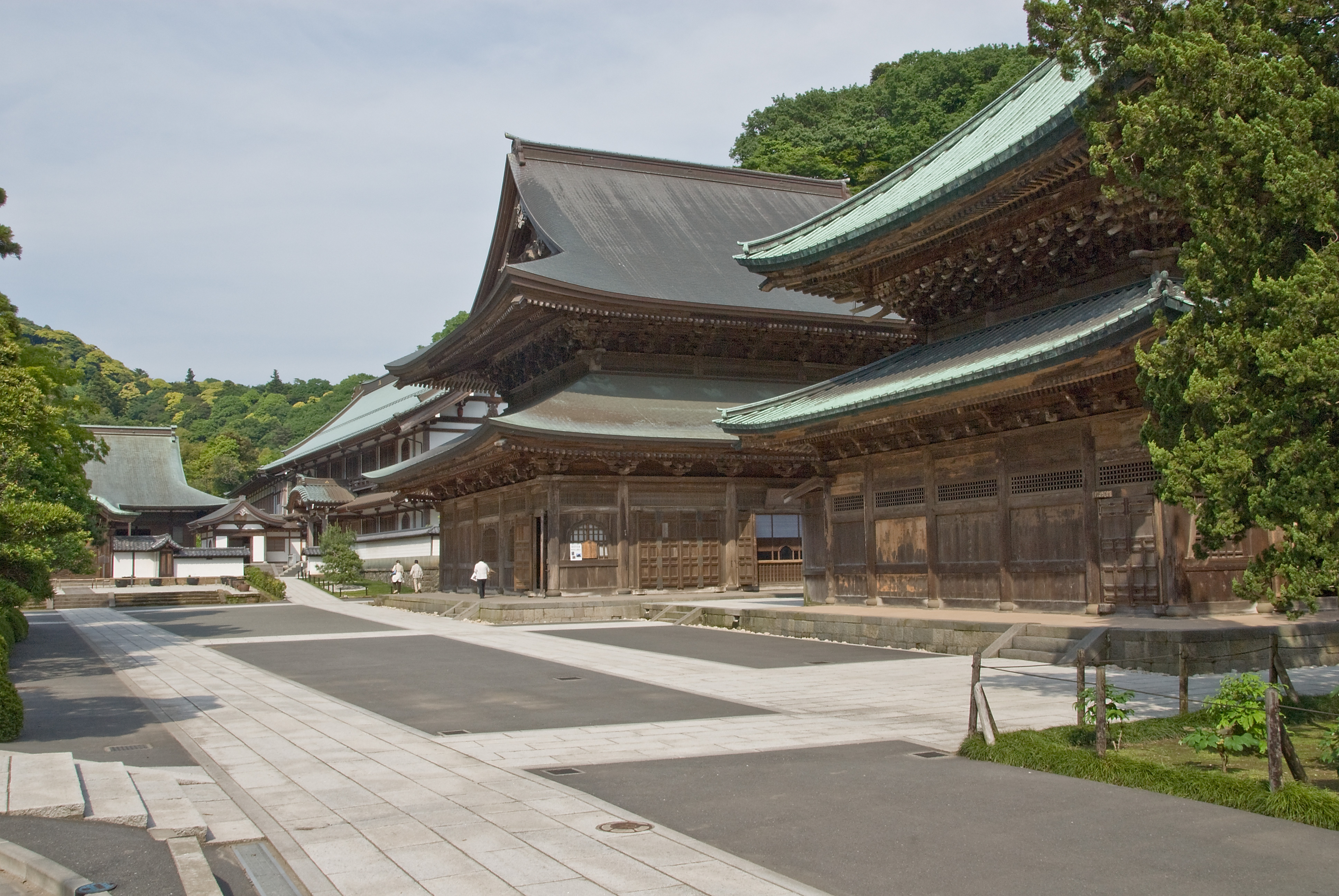
Garan en Kenchō-ji, cabeza del Gozan de Kamakura.

Después de que Yoshimitsu completara el Shōkoku-ji en 1386, se creó un nuevo sistema de clasificación con Nanzen-ji en lo alto y con una clase propia. Nanzen -ji tenía el título de 'Primer templo de la tierra' y desempeñó un importante papel de supervisión.
| Nanzen-ji     |            |           |
|               | Kioto      | Kamakura  |
| Primer rango  | Tenryū-ji  | Kenchō-ji |
| Segundo rango | Shōkoku-ji | Engaku-ji |
| Tercer rango  | Kennin-ji  | Jufuku-ji |
| Cuarto rango  | Tōfuku-ji  | Jōchi-ji  |
| Quinto rango  | Manju-ji   | Jōmyō-ji  |

Esta estructura se mantendría más o menos sin cambios durante el resto de la histori del sistema.